# Cyclocephala mafaffa
Cyclocephala mafaffa är en skalbaggsart som beskrevs av Hermann Burmeister 1847. Cyclocephala mafaffa ingår i släktet Cyclocephala och familjen Dynastidae. Inga underarter finns listade i Catalogue of Life.